# Tanoh Anou (Idi Rayeuk)
Tanoh Anou is een bestuurslaag in het regentschap Aceh Timur van de provincie Atjeh, Indonesië. Tanoh Anou telt 4511 inwoners (volkstelling 2010).